# Gyretes ohausi
Gyretes ohausi is een keversoort uit de familie van schrijvertjes (Gyrinidae). De wetenschappelijke naam van de soort is voor het eerst geldig gepubliceerd in 1951 door Ochs.